# Lyme (Nueva York)
Lyme es un pueblo ubicado en el condado de Jefferson en el estado estadounidense de Nueva York. En el año 2000 tenía una población de 2,465 habitantes y una densidad poblacional de 13 personas por km².

## Geografía
Lyme se encuentra ubicado en las coordenadas 44°3′58″N 75°10′27″O / 44.06611, -75.17417.

## Demografía
Según la Oficina del Censo en 2000 los ingresos medios por hogar en la localidad eran de $ 37,569 y los ingresos medios por familia eran $43,068. Los hombres tenían unos ingresos medios de $32,554 frente a los $23,333 para las mujeres. La renta per cápita para la localidad era de $19,522. Alrededor del 10.2% de la población estaban por debajo del umbral de pobreza.